# Wolfgang Angst
Wolfgang Angst (auch Anxst; * um 1485 in Kaysersberg, Elsass; † nach Frühjahr 1523) war ein deutscher humanistischer Philologe und Korrektor.

## Leben und Wirken
Wolfgang Angst wurde 1506 in der neugegründeten Universität Frankfurt (Oder) immatrikuliert und erwarb im darauffolgenden Jahr den Grad des Bakkalaureus. Spätestens dort lernte er Ulrich von Hutten kennen, mit dem ihn eine lebenslange Freundschaft verband.
1507 war Angst als Korrektor in der Druckerei von Nicolaus Lamparter und Balthasar Murrer in Frankfurt (Oder) tätig und 1510 in Straßburg bei Matthias Schürer. 1514/15 arbeitete er für Heinrich Gran in Hagenau. Möglicherweise vermittelte Angst diese Druckerei für die Herausgabe der Dunkelmännerbriefe, die im Umfeld von Ulrich von Hutten und Johannes Reuchlin entstanden waren. Seine sonstige Beteiligung an den Texten ist unbekannt. Im zweiten Band wurde sein Name genannt. Er schickte bald nach dem Erscheinen eine Ausgabe des ersten Bandes an Erasmus von Rotterdam.
1516 arbeitete Angst wieder in Straßburg und 1517/18 in Basel, wo er an der Herausgabe einiger Schriften von Erasmus beteiligt war. Seit Herbst 1518 leitete er mit Nikolaus Karbach die Ausgabe von Werken von Titus Livius in Mainz auf Initiative Huttens, die im darauffolgenden Jahr erschien.
Im Frühjahr 1523 wurde Angst letztmals erwähnt.
Ulrich von Hutten bezeichnete Wolfgang Angst als einen der geschicktesten humanistischen Korrektoren in Deutschland.

## Publikationen (Auswahl)
Wolfgang Angst war an der Herausgabe von Werken klassischer und humanistischer Autoren beteiligt.
- Pythagoras: Carmina aurea, 1511
- Marcus Tullius Cicero:  M.T.C.TVSCVLANARVM QVAESTIONVM, LIBRI QVINQVE. Cum Indice..., 1511, 1516, 1519
- Santius:  OPus concionatoriũ venerabilis Santii \///d porta: sacri ordinis Predicatorum professoris ..., 1515
- Jakob Heinrichmann:  Ars versificandi, 1518, 1519, 1520/21
- Titus Livius:  T.LIVIVS PATAVINVS HISTORICVS.DVOBVS LIBRIS AVCTVS CVM L.FLORI EPITOME. ET ..., 1518/1519